# هونوريا
جوستا غراتا هونوريا (باللاتينية: Justa Grata Honoria) هي نبيلة رومانية. كانت ابنة الإمبراطور قسطنطينيوس الثالث من زوجته غالا بلاسيديا والشقيقة الكبرى للإمبراطور فالنتينيان الثالث. حصلت على لقب أغسطا في سنة 426. ذمها المؤرخين القدامى بسبب علاقاتها الجنسية المتعددة. كما أن علاقتها كانت سيئة مع شقيقها الإمبراطور، وبسبب سمعتها السيئة في روما أجبرها شقيقها الإمبراطور ووالدتها على دخول الدير في القسطنطينية حسب ما ذكره المؤرخ مارسيلينوس كوميس. بعد ذلك قرر الإمبراطور تزويجها بالسيناتور الروماني باسوس هيركولانوس، لكنها رفضت، وحسب ما ذكره المؤرخين انه بسبب رفضها قامت بارسال رسالة مع خاتم إلى أتيلا الهوني تطلب مساعدته بانقاذها من هذا الزواج في ربيع سنة 450. نتيجة لهذا قرر أتيلا شن حملة ضد الإمبراطورية الرومانية الغربية مدعياً انه جاء لمساعدتها. حسب ما ذكره المؤرخين انه بسبب كره اخيها الإمبراطور اراد ارسالها إلى اتيلا والتخلص منها، لكن والدته منعته من ذلك. أما أتيلا فاستغل ذلك لأجل مواصلة نهب المدن الرومانية، وبينما كان يتجه نحو روما قبل عرض أسقف روما ليون الأول بأخذ الغنائم والرحيل في سنة 452. بعد انتهاء الحرب ضد الهونيين ذكر المؤرخ يوحنا الأنطاكي أنها تزوجت من السيناتور باسوس هيركولانوس ولم يعرف مصيرها بعد ذلك، حيث مسح كل السجلات التاريخية المتعلقة بعد غزو الوندال لروما في سنة 455. بعض المؤرخين يعتقدون انها أخذت أسيرة عندهم إلى قرطاجة وانها توفيت هناك لأسباب طبيعية.